# Спілка випускників Київського національного університету імені Тараса Шевченка
Спілка випускників Київського Національного Університету імені Тараса Шевченка — це громадська організація, створена для об'єднання випускників університету з метою створення корисного простору для комунікації, обміну досвідом та підтримки. Організація спрямована на зміцнення зв'язків між випускниками та університетом, розвиток членів та підвищення авторитету КНУ як в Україні, так і за її межами.

## Напрямки діяльності

### Освітні та соціальні проєкти
- Стипендії та гранти для талановитих студентів.
- Майстер-класи, лекції та конференції за участю експертів різних галузей.
- Благодійні акції, які сприяють розвитку університетської інфраструктури.

### Нетворкінг та комунікація
- Регулярні зустрічі випускників.
- Обмін досвідом через наші онлайн-ресурси.
- Розробка спільних проєктів, що об’єднують спільноту.

### Підтримка кар’єрного розвитку
- Пропонуємо актуальні вакансії від провідних компаній.
- Організовуємо програми стажувань.
- Проводимо воркшопи та тренінги з особистісного розвитку.

### Менторські програми
Менторство є важливою складовою нашої діяльності. Досвідчені випускники діляться знаннями та надають підтримку молодшим колегам впевнено будувати кар’єру.

## Місія
- Зміцнювати зв’язок між випускниками, студентами та університетом.
- Підтримувати талановитих студентів через стипендії, гранти та освітні програми.
- Сприяти професійному зростанню випускників шляхом створення кар’єрних можливостей та організації менторських програм.
- Покращувати імідж університету в Україні та за її межами.

## Цінності
- Відданість спільноті. Ми підтримуємо тісний зв’язок із випускниками та студентами університету.
- Ініціативність. Заохочуємо ідеї та проєкти, які сприяють розвитку університетської спільноти.
- Професійність. Допомагаємо випускникам реалізувати свій потенціал через співпрацю, навчання та наставництво.